# Joseph Hansen (roddare)
Joseph Hansen, född den 13 augusti 1979 i Reno, Nevada, är en amerikansk roddare.
Han tog OS-guld i åtta med styrman i samband med de olympiska roddtävlingarna 2004 i Aten.